# Álvarez Point
Der Álvarez Point (englisch; spanisch Punta Alejandro Álvarez) ist eine Landspitze an der Loubet-Küste des Grahamlands im Norden der Antarktischen Halbinsel. Sie markiert die südliche Begrenzung einer kleinen Bucht am Ostufer des Lallemand-Fjords zwischen der Arrowsmith-Halbinsel und der benachbarten Küstenlinie.
Chilenische Wissenschaftler entdeckten sie. Ihr Name erscheint erstmals 1947 auf einer chilenischen Landkarte. Namensgeber ist Alejandro Álvarez vom chilenischen Außenministerium und Mitglied der chilenischen Antarktiskommission (Comisión Antártica Chilena) im Jahr 1906.